# Ventilationskoeffizient
Der Ventilationskoeffizent bezeichnet in der Medizin ein Maß für den Gasaustausch zwischen der Luft in den Lungenbläschen (Alveolen) und der Frischluft im Rahmen der Atmung (Ventilation). Dieser gibt an, welcher Anteil des Alveolarvolumens pro Atemzug durch Frischluft (entspricht dem Atemzugvolumen) erneuert wird.
In Ruheatmung liegt der Ventilationskoeffizient normalerweise zwischen 0,1 und 0,12, das heißt, dass in Ruhe nur etwa 10 bis 12 Prozent der Luft in den Alveolen durch Frischluft ersetzt werden. Bei Belastung kann der Ventilationskoeffizient auf 1 bis 2 ansteigen.
Berechnet wird der Ventilationskoeffizient wie folgt:
{\displaystyle Ventilationskoeffizient=(Vt-Vtr)/FRC} (Vt = Atemzugvolumen, Vtr = Totraumvolumen, FRC = Funktionelle Residualkapazität)